# Cinocéfalo

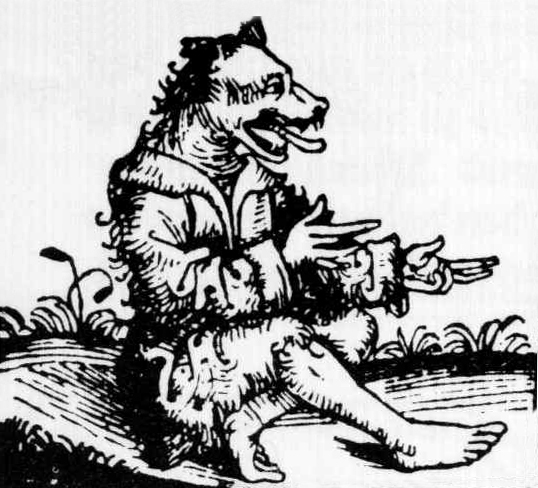
Incunábulo de Hartmann Schedel mostrando um cinocéfalo, século XVII

Cinocéfalo, do grego significa: "Monstro híbrido com corpo de homem e cabeça de cachorro". Segundo os gregos, os "Cinocéfalos", habitavam a Índia.
A forma de Cinocéfalo - um homem com a cabeça de cachorro ou de um chacal - é bastante comum nas inscrições do Antigo Egito. A palavra Cynocephalus é uma palavra grega para o babuíno sagrado do Egito, por ter sua face semelhante à do cão.
Um dos casos mais conhecidos de suposta cinocefalia seria o de São Cristóvão".

## Lendas cristãs

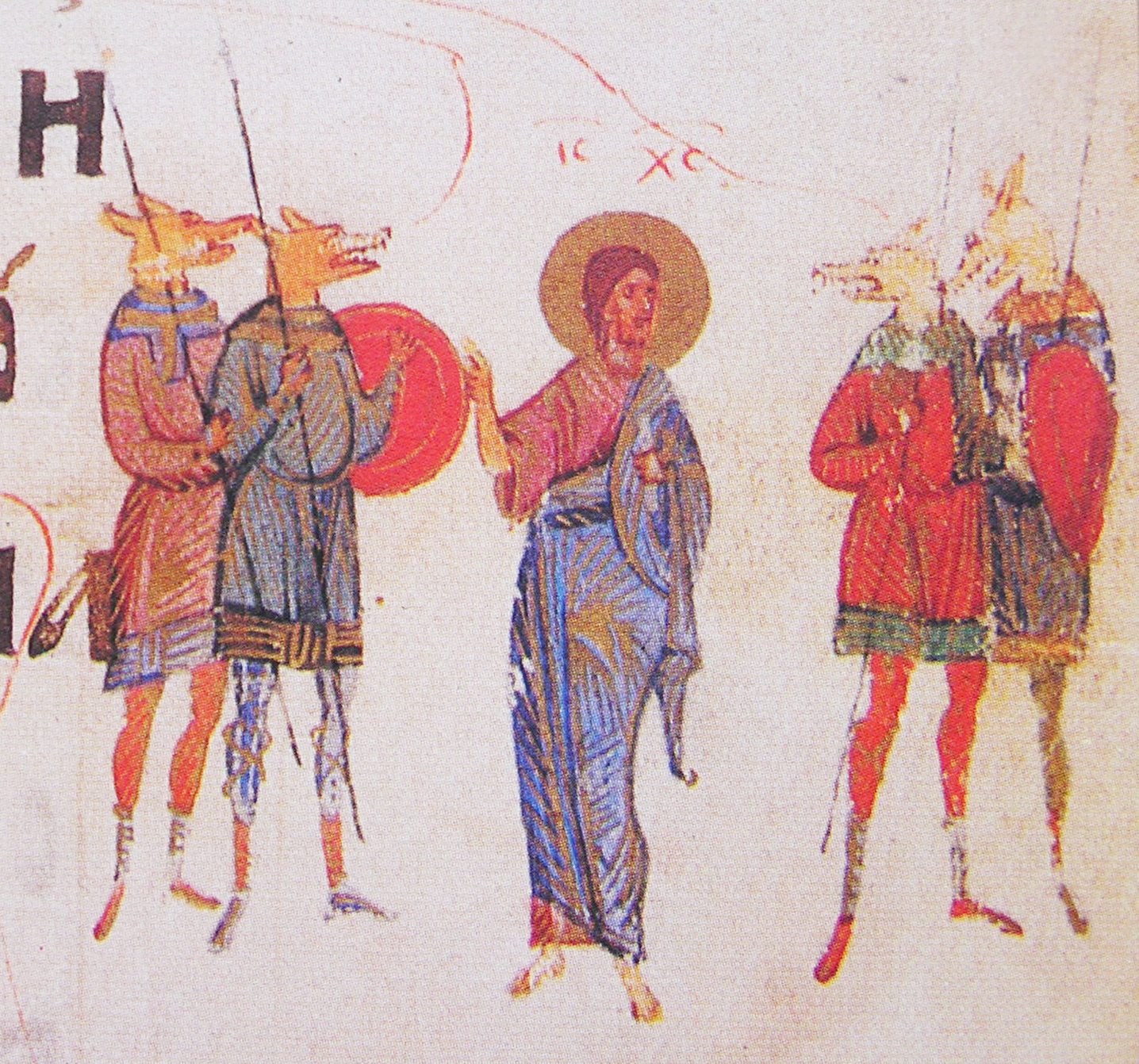
A conversão dos cinocéfalos, ilustração do livro Saltério de Kiev de 1397

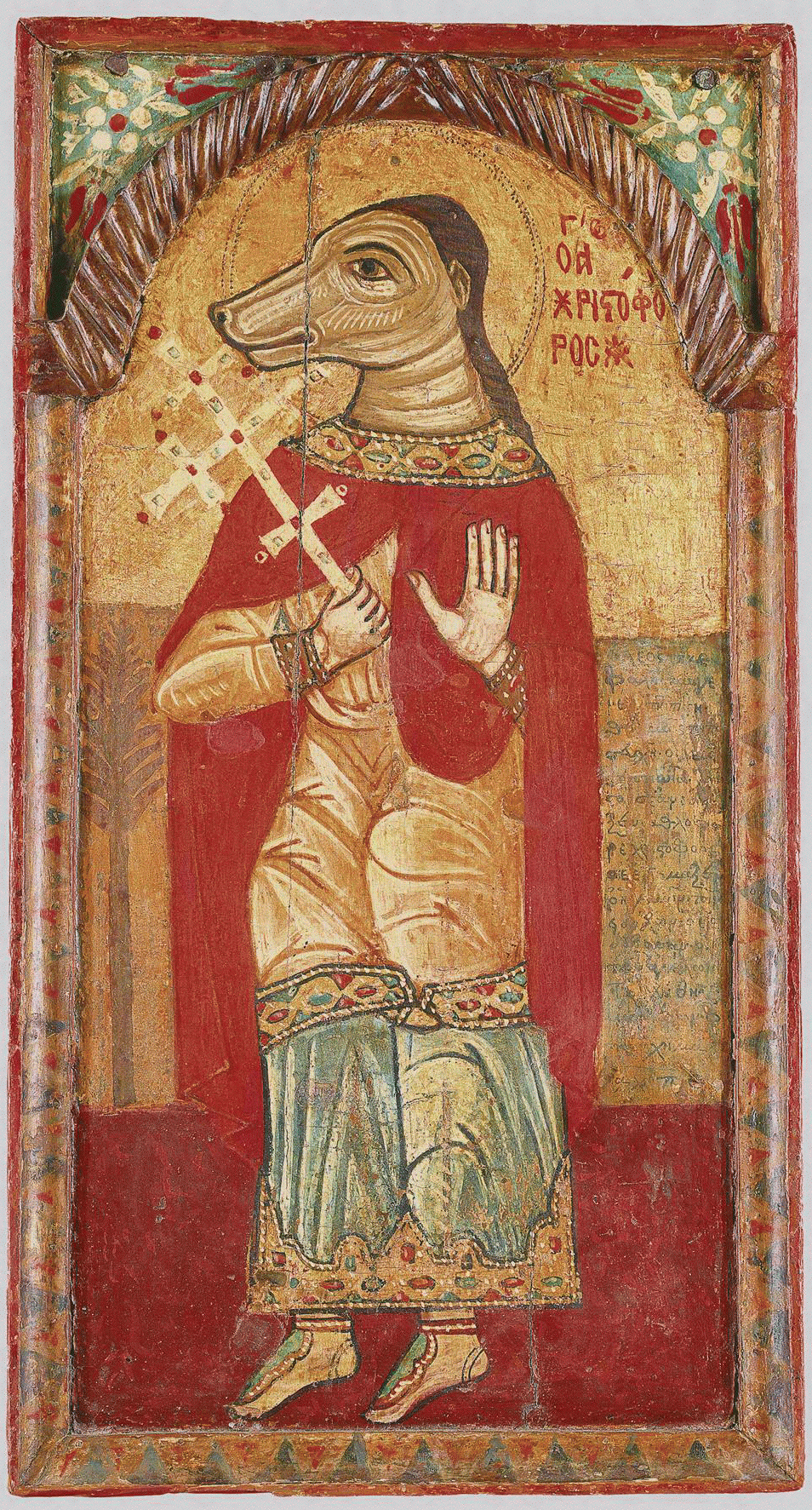
Ícone de São Cristóvão

Diversos mitos, cristãos e pagãos, relatam casos de Cinocéfalos. Na Igreja Ortodoxa existem certos ícones que retratam a figura degenerada de São Cristóvão com a cabeça de um cão. Segundo relatos, o santo, antes de conhecer o Cristo e converter-se, tinha comido um homem e latido. Arrependeu-se ao converter-se pelo batismo, e foi recompensado com a forma humana.
As raízes para vários destes relatos fantásticos está num mito que remonta ao reinado do Imperador Deocleciano quando um homem chamado Reprebus Rebrebus ou Reprobus (o "Salafrário") foi capturado após combates contra tribos da Cirenaica (oeste do Egito) - e que teria dimensões enormes e uma cabeça de cachorro, em vez de humana.
Há também um mito que coloca Santo André e São Bartolomeu entre os Partos, onde encontraram um homem que vinha "da cidade dos canibais... de quem a face era como a de um cachorro."
- Os mitos com cinocéfalos tiveram diversas representações durante a Idade Média, numa imagem evocativa de magia e brutalidade, de pessoas que habitavam lugares distantes: Agostinho, Isidoro de Sevilha, Paulo Diácono, Adão de Bremen, entre outros, descreveram cinocéfalos como verdadeiros antropófagos. Citando São Jerónimo, Tomás de Cantimpré confirmou a existência de cinocéfalos, em seu Liber de Monstruosis Hominibus Orientis, vol. XIV ("Livro dos Homens Monstruosos do Oriente") - e não foi o único.

Tão antiga e difundida quanto o mito do lobisomem, a tradição do cinocéfalo parece ter povoado desde sempre o imaginário de muitos povos europeus.

## Representações atuais
A presença de homens com cabeça de cachorro ainda é muito forte na literatura moderna. Muitas revistas em quadrinhos dos Estados Unidos e da Europa retratam Cinocéfalos, ou pessoas com corpo humano e cabeças de animais. Filmes e desenhos animados volta e meia utilizam desta imagem, em seu contexto.
No começo da década de 1970, em Hexham (Reino Unido), foram encontradas algumas esculturas célticas representando cabeças de lobos. Em torno das pedras várias testemunhas alegam ter visto um ser meio homem, meio lobo.
Em Yorkshire, também no Reino Unido, existem histórias de criaturas com cabeças de cão, chamadas Leatherheads.
Nos Estados Unidos existem relatos parecidos, como o dogman, de Michigan, ou a besta de Bray Road (the Bray Road Beast), uma criatura cuja aparição numa estrada rural na periferia de Elkhorn, Wisconsin, foi relatada nos anos 1980.

## Zoologia
Cinocéfalo é também uma designação comum aos mamíferos dermópteros, do gênero Cynocephalus, da família dos cinocefalídeos, conhecidos vulgarmente como lêmures-voadores. São semelhantes aos primatas, mas com focinhos semelhantes ao da raposa. Seu habitat é a ilha de Madagascar, na África.